# Cappellone
Cappellone war eine italienische Scheidemünze und wurde im Herzogtum Modena ausgegeben. Sie wurde auch Hütchen genannt, da das Münzbild das Brustbild des Herzogs zeigte, der einen Hut trug. 
Der Wert der Münze war:
- 1 Cappellone = ½ Lire di reggio = ⅓ Lire di modena = 78 Dinari